# Arthur Eisenmenger

CE-markering symbool

Het eurosymbool

Arthur Eisenmenger (Bazel, 20 oktober 1914 - Eislingen/Fils, 19 februari 2002) was een Duitse ontwerper en tot 1975 hoofd grafisch ontwerp van de Europese Gemeenschap. Hij was auteur van de CE-markering en (naar eigen zeggen) het eurosymbool.

## Biografie
Eisenmenger studeerde aan een kunstopleiding. Tijdens de Koude Oorlog was hij betrokken bij de militaire operaties van de Amerikaanse generaal Lucius D. Clay voor de luchtbrug tussen West-Duitsland en West-Berlijn in de periode 1948-49.
Al snel begon hij aan een carrière als grafisch ontwerper. Namens de toenmalige Europese gemeenschap ontwikkelde hij de CE-markering en werkte hij aan de vlag van Europa. Hij ging met pensioen in 1975. 
In 1999 ontving hij op initiatief van Rainer Wieland de Robert Schuman-medaille, uitgereikt door de Groep van de Europese Volkspartij.
In de laatste jaren van zijn leven beweerde Eisenmenger de auteur te zijn van het eurosymbool, dat hij in de jaren zeventig zou hebben gecreëerd. Het was een van zijn laatste werken voor de Europese gemeenschap. Het ontwerp verdween echter uit beeld, tot in 1997 de nieuwe munteenheid werd aangekondigd. De Europese Unie erkende het auteurschap van Eisenmenger van het werk niet, dat in plaats daarvan werd toegeschreven aan een team van ontwerpers dat anoniem bleef.
Eisenmenger was lid van de CDU van Duitsland.
- Gemeinsame Normdatei: 1131640306
- Virtual International Authority File: 1575149489084693810000